# NGC 4886
NGC 4886 је елиптична галаксија у сазвежђу Береникина коса која се налази на NGC листи објеката дубоког неба.
Деклинација објекта је + 27° 59' 11" а ректасцензија 13h 0m 4,6s. Привидна величина (магнитуда) објекта NGC 4886 износи 13,9 а фотографска магнитуда 14,9. Налази се на удаљености од 94,383 милиона парсека од Сунца. NGC 4886 је још познат и под ознакама NGC 4882, MCG 5-31-76, CGCG 160-239, DRCG 27-151, PGC 44698.